# 君、微笑んだ夜
「君、微笑んだ夜」（きみ、ほほえんだよる）は、elikaの7枚目のシングル。1998年11月6日にスターチャイルドから発売された。

## 概要
- スターチャイルドから発売された1枚目のシングル。
- 表題曲「君、微笑んだ夜」は、テレビアニメ『快傑蒸気探偵団』のオープニングテーマとして使用された[3]。
- カップリングの「臆病emotion」は、テレビアニメ『快傑蒸気探偵団』の前期エンディングテーマとして使用された[3]。
- オリコンチャートで最高40位にランクインし、ランキングには3回登場した[1]。

## 収録曲
（全作曲・編曲：新井理生）
1. 君、微笑んだ夜 [3:54]
作詞：松葉美保
  - テレビアニメ『快傑蒸気探偵団』オープニングテーマ[3]
2. 臆病emotion [3:57]
作詞：木本慶子
  - テレビアニメ『快傑蒸気探偵団』前期エンディングテーマ[3]
3. 君、微笑んだ夜（Off Vocal Version） [3:54]
4. 臆病emotion（Off Vocal Version） [3:55]

## 収録アルバム
| 曲名           | 収録アルバム                                         | 発売日         | 規格品番   | 備考                                               |
| -------------- | ---------------------------------------------------- | -------------- | ---------- | -------------------------------------------------- |
| 君、微笑んだ夜 | 『「快傑蒸気探偵団」ヴォーカルアルバム White』       | 1998年12月23日 | KICA-439   |                                                    |
| 君、微笑んだ夜 | 『「快傑蒸気探偵団」サウンドトラック・アルバム Red』 | 1999年2月5日   | KICA-448   | 「君、微笑んだ夜 (TV Ver.)」として収録されている。 |
| 君、微笑んだ夜 | 『スターチャイルドSELECTION音楽編 [TV作品集]』       | 2000年1月28日  | KICA-497/8 |                                                    |
| 臆病emotion    | 『「快傑蒸気探偵団」ヴォーカルアルバム White』       | 1998年12月23日 | KICA-439   |                                                    |
| 臆病emotion    | 『「快傑蒸気探偵団」サウンドトラック・アルバム Red』 | 1999年2月5日   | KICA-448   | 「臆病emotion (TV Ver.)」として収録されている。    |
| 臆病emotion    | 『スターチャイルドSELECTION音楽編 [TV作品集]』       | 2000年1月28日  | KICA-497/8 |                                                    |